# مری ترین
مری‌ترین (انگلیسی: Mary Treen; ۲۷ مارس ۱۹۰۷ – ۲۰ ژوئیهٔ ۱۹۸۹) بازیگر اهل ایالات متحده آمریکا بود.
از فیلم‌ها یا برنامه‌های تلویزیونی که وی در آن نقش داشته‌است می‌توان به چه زندگی شگفتانگیزی، جنجال در فروشگاه، آدا، بیتجربه‌ها، گودال مار، خطرناک، مأموران اف‌بی‌آی، کیتی فویل، دختران! دختران! دختران!، عیالوار، سابقه، روکسی هارت، پیکان طلایی، کشتی را ترک نکن، قوی‌ترین مرد جهان و پرواز برای آزادی اشاره کرد.